# Leslie Rawlins
Leslie Rawlins (* 28. Juni 1954 in Siparia) ist ein ehemaliger Radrennfahrer aus Trinidad und Tobago.

## Sportliche Laufbahn
Rawlins war Bahnradsportler. Er war Teilnehmer der Olympischen Sommerspiele 1976 in Montreal. Im Sprint schied er im Vorlauf aus. Rawlins gewann den Sprint bei den Panamerikanischen Spielen 1976 vor seinem Landsmann Ian Atherly. 1974 hatte er bei den Spielen im 1000-Meter-Zeitfahren beim Sieg von Ottavio Dazzan Bronze gewonnen. Bei den Panamerikanischen Meisterschaften 1976 gewann er die Goldmedaille im Sprint.
Bei den Zentralamerika- und Karibikspielen 1986 gewann er 1986 die Silbermedaille im Sprint. Bei den Commonwealth Games 1978 war er in drei Disziplinen im Bahnradsport am Start.